# Бешарик
Бешарик (уз.: Beshariq) — місто на заході Ферганської долини, у Ферганській області Узбекистану. Районний центр розташований на залізничній лінії Коканд — Канібадам за 130 км від Фергани. Недалеко від Бешарика пролягає Великий Ферганський канал.
Населений пункт заснований на початку 20-го століття, а 1958 року перетворений у міське селище. У 1960—1983 роках називався Кірово, після чого йому повернули історичну назву, а також надали статус міста.
Домінують легка промисловість, малий бізнес та ремесла.
У центрі міста є меморіал загиблим воїнам «Скорботна мати».